# المنصور الحسين بن المتوكل
]]
المنصور الحسين بن المتوكل (ولد في 14 يونيو 1696 - توفي في 6 مارس 1748) إمام الدولة الزيدية في اليمن من 1727 إلى 1748.

## الإمامة
الحسين هو ابن الإمام المتوكل القاسم. في نهاية عهد والده تواصل مع رجال القبائل المتمردة من حاشد وبكيل. انتهى التمرد بسبب شعور أبناء القبائل أن الحسين عديم الولاءحتى لأبيه. عندما توفي المتوكل القاسم بعد بضعة أشهر في 1727 وذهب الحسين إلى صنعاء حيث ادعى الإمامة فورا بعد نهاية جنازة والده مباشرة واتخذ لقب المنصور الحسين. ظهر معارض آخر ومنافس له على الإمامة وهو الناصر محمد الذي كان مدعوما من حاشد وبكيل وسيد مدينة كوكبان. احتفظ المنصور الحسين بالسيطرة على صنعاء لكنه وجد سبب للتحالف مع الناصر محمد. في وقت لاحق إلى حد ما اندلعت المشاكل بينهما. استطاع المنصور الحسين هزيمة قوات الناصر محمد بنجاح وأسر أبناء الأخير. في حوالي 1729 ظهر الناصر محمد في بلاط المنصور الحسين معلنا استسلامه وبالتالي صارت كامل مناطق الدولة الزيدية تحت سيطرة المنصور الحسين.

## فقدان الأراضي
في تلك السنوات شهدت الدولة الزيدية تغيرات اقتصادية أضرت بالاقتصاد. القهوة المنتج الوحيد تقريبا في اليمن ارتفعت أسعاره. في 1723 قررت الدول الأوروبية استيراد القهوة من جاوة وفي أربعينات القرن السابع العشر من جزر الهند الغربية. رافقت خسائر الإيرادات فقدان الأراضي. في 1731 قتل وكلاء الإمام في عدن من قبل قائد لاحج فضل بن علي العبدلي. عندما أرسل المنصور الحسين رجال القبائل للتعامل مع العبدلي لجأ الأخير إلى يافع. هناك أقنع السلطان المحلي لمساعدته على طرد قوات الإمام من عدن ولحج. من هذا التاريخ (أو في رواية أخرى من 1728) أعلنت سلطنة لحج في جنوب اليمن استقلالها عن الدولة الزيدية. انتقل أحمد شقيق المنصور الحسين إلى صفوف المعارضة حيث كان محافظا على تعز وقرر الاحتفاظ بالإيرادات لنفسه.

## المشاكل مع الفرنسيين
في 1738 وقعت أزمة خطيرة في العلاقات بين الحكومة الزيدية والتجار الفرنسيين في المخا. كان محافظ المخا في العادة يشتري السلع من الأجانب وبدلا من أن يدفع يعد بخصم رسوم في المستقبل حتى تراكمت الديون عليه ووصل إلى 82،000 دولار وطالبت شركة الهند الشرقية الفرنسية المحافظ دفع الديون. بعد رفض المحافظ بعد الديون حوصرت المدينة حتى اضطر المحافظ للدفع. وقعت معاهدة جديدة حيث تم تخفيض الرسوم. كان الإمام مستاء مع سلوك المحافظ الذي استدعي في وقت لاحق. توفي الإمام في 1748 وخلفه ابنه المهدي عباس.